# (317715) Guydetienne
(317715) Guydetienne est un astéroïde de la ceinture principale.

## Description
(317715) Guydetienne est un astéroïde de la ceinture principale. Il fut découvert le 24 août 2003 à Saint-Sulpice (Oise) par l'observatoire de Saint-Sulpice. Il présente une orbite caractérisée par un demi-grand axe de 2,89 UA, une excentricité de 0,10 et une inclinaison de 9,3° par rapport à l'écliptique.

## Compléments